# Liste der Monuments historiques in Serécourt
Die Liste der Monuments historiques in Serécourt führt die Monuments historiques in der französischen Gemeinde Serécourt auf.

## Liste der Immobilien
| Bezeichnung                        | Beschreibung                | Standort               | Kennzeichnung | Schutzstatus | Datum | Bild |
| ---------------------------------- | --------------------------- | ---------------------- | ------------- | ------------ | ----- | ---- |
| Kirche Ste-Pétronille-et-St-Mansuy | ab dem 12. Jahrhundert      | Rue de l’Église (Lage) | PA00107302    | Inscrit      | 1926  |      |
| Maison Barthélémy                  | Herrenhaus, 16. Jahrhundert | 47 Grande Rue (Lage)   | PA00125546    | Inscrit      | 1993  |      |

## Liste der Objekte
| Bezeichnung               | Beschreibung           | Standort                                         | Kennzeichnung | Schutzstatus | Datum | Bild |
| ------------------------- | ---------------------- | ------------------------------------------------ | ------------- | ------------ | ----- | ---- |
| Skulptur Madonna mit Kind | Stein, 16. Jahrhundert | in der Kirche Ste-Pétronille-et-St-Mansuy (Lage) | PM88000915    | Classé       | 1908  |      |
| Skulptur Madonna mit Kind | Stein, 15. Jahrhundert | in der Kapelle Notre-Dame-de-Deuilly (Lage)      | PM88000932    | Classé       | 1964  |      |